# Equazione di Clausius-Mossotti
In fisica, l'equazione di Clausius-Mossotti, il cui nome è dovuto a Rudolf Clausius e Ottaviano Fabrizio Mossotti, lega la costante dielettrica di un mezzo alle grandezze microscopiche elettromeccaniche che lo caratterizzano, in particolare la densità e la polarizzabilità. Si tratta di una relazione che può essere scritta anche attraverso l'utilizzo dell'indice di rifrazione o della conduttività elettrica: nel primo caso viene detta equazione di Lorentz-Lorenz, da Hendrik Lorentz e Ludvig Lorenz che la scoprirono indipendentemente, mentre quando si considera la conduttività elettrica è chiamata formula di Maxwell (da James Clerk Maxwell).
Da un punto di vista storico, Mossotti analizzò la relazione tra le costanti dielettriche di due diversi mezzi nel 1850, mentre Clausius scrisse la formula per esplicito nel 1879 in termini di indici di rifrazione.

## L'equazione
In un dielettrico lineare, omogeneo ed isotropo, l'equazione di Clausius-Mossotti è la seguente:
{\displaystyle {\frac {\varepsilon -\varepsilon _{0}}{\varepsilon +2\varepsilon _{0}}}={\frac {4\pi N_{A}\alpha }{3}}{\frac {\rho _{m}}{M}}}
dove: 
- {\displaystyle \varepsilon } è la permittività elettrica del materiale
- {\displaystyle \varepsilon _{0}} è la costante dielettrica del vuoto
- {\displaystyle N_{A}} è il numero di Avogadro
- {\displaystyle \alpha } è la polarizzabilità
- {\displaystyle \rho _{m}} è la densità di massa
- {\displaystyle M} è la massa molecolare

### Fattore di Clausius–Mossotti
Il fattore di Clausius–Mossotti descrive il comportamento di una particella soggetta ad una forza dielettroforetica e posta in un dielettrico dispersivo. Data una sfera di dielettrico perfetto con permittività elettrica {\displaystyle \varepsilon _{p}} immersa in un mezzo con permittività complessa {\displaystyle \varepsilon _{m}}, il fattore di Clausius–Mossotti è dato da:
{\displaystyle K(\omega )={\frac {\varepsilon _{p}^{*}-\varepsilon _{m}^{*}}{\varepsilon _{p}^{*}+2\varepsilon _{m}^{*}}}}
con:
{\displaystyle \varepsilon ^{*}=\varepsilon +{\frac {\sigma }{i\omega }}=\varepsilon -{\frac {i\sigma }{\omega }}}
dove {\displaystyle \sigma } è la conduttività elettrica e {\displaystyle \omega } la frequenza angolare del campo elettrico applicato.
La parte reale {\displaystyle Re(K(\omega ))} è un fattore che determina la direzione e l'intensità della forza dielettroforetica agente sulla particella, mentre la parte immaginaria {\displaystyle Im(K(\omega ))} si relaziona con il suo momento torcente.